# Д-436
Д-436 — семейство авиационных газотурбинных двигателей, разработанных ЗМКБ «Прогресс» им. академика А. Г. Ивченко (Украина). Предназначено для пассажирских и транспортных самолётов малой и средней дальности полёта (среди них Ту-334, Ан-148, Бе-200).

## Описание
Универсальная подвеска двигателей позволяет устанавливать двигатели как в мотогондолах по бокам фюзеляжа (на самолёте Ту-334), так и в мотогондолах над крылом (на самолёте Бе-200), в мотогондолах по бокам фюзеляжа и средней силовой установки (на самолёте Як-42Д-100) и в мотогондолах под крылом (на самолёте Ан-148). Модульная конструкция двигателей и высокоразвитая система контроля и диагностики обеспечивает эксплуатацию по техническому состоянию.
Двигатель является двухконтурным турбореактивным без смешения потоков внутреннего и наружного контуров, в наружном контуре имеет реверсивное устройство. Выполнен по трёхвальной схеме. Состоит из вентилятора с подпорной ступенью, приводимого во вращение 3-ступенчатой турбиной вентилятора, 6-ступенчатого компрессора низкого давления, приводимого во вращение 1-ступенчатой турбиной низкого давления, 7-ступенчатого компрессора высокого давления, приводимого во вращение 1-ступенчатой турбиной высокого давления, кольцевой камеры сгорания. Роторы связаны между собой только газодинамической связью.
Двигатель соответствует как действующим, так и перспективным требованиям норм ИКАО к авиационным двигателям по шумам и выбросам вредных веществ.
На основе ряда Межправительственных соглашений между Россией и Украиной, а также совместных Протоколов и Решений между ФГУП "ММПП «Салют», ГП «Ивченко-Прогресс», ОАО «Мотор Сич», УМПО создана межгосударственная Кооперация, объединяющая более 200 предприятий России и Украины, работающих в обеспечение выпуска двигателей Д-436Т1, Д-436ТП и Д-436-148. По состоянию на 2011 год отмечалось, что практически двигателям семейства Д-436 на российском рынке нет равной альтернативы в своём классе тяги, поскольку вновь разрабатываемые двигатели с участием других зарубежных стран сориентированы на западные стандарты, материалы, комплектующие, что затрудняет загрузку собственных предприятий России.
ФГУП «НПЦ газотурбостроения „Салют“» и УМПО имеют комплект документации по двигателям Д-436, позволяющий производить, испытывать и поставлять двигатели этого семейства в кооперации с ОАО «Мотор Сич».

## Модификации

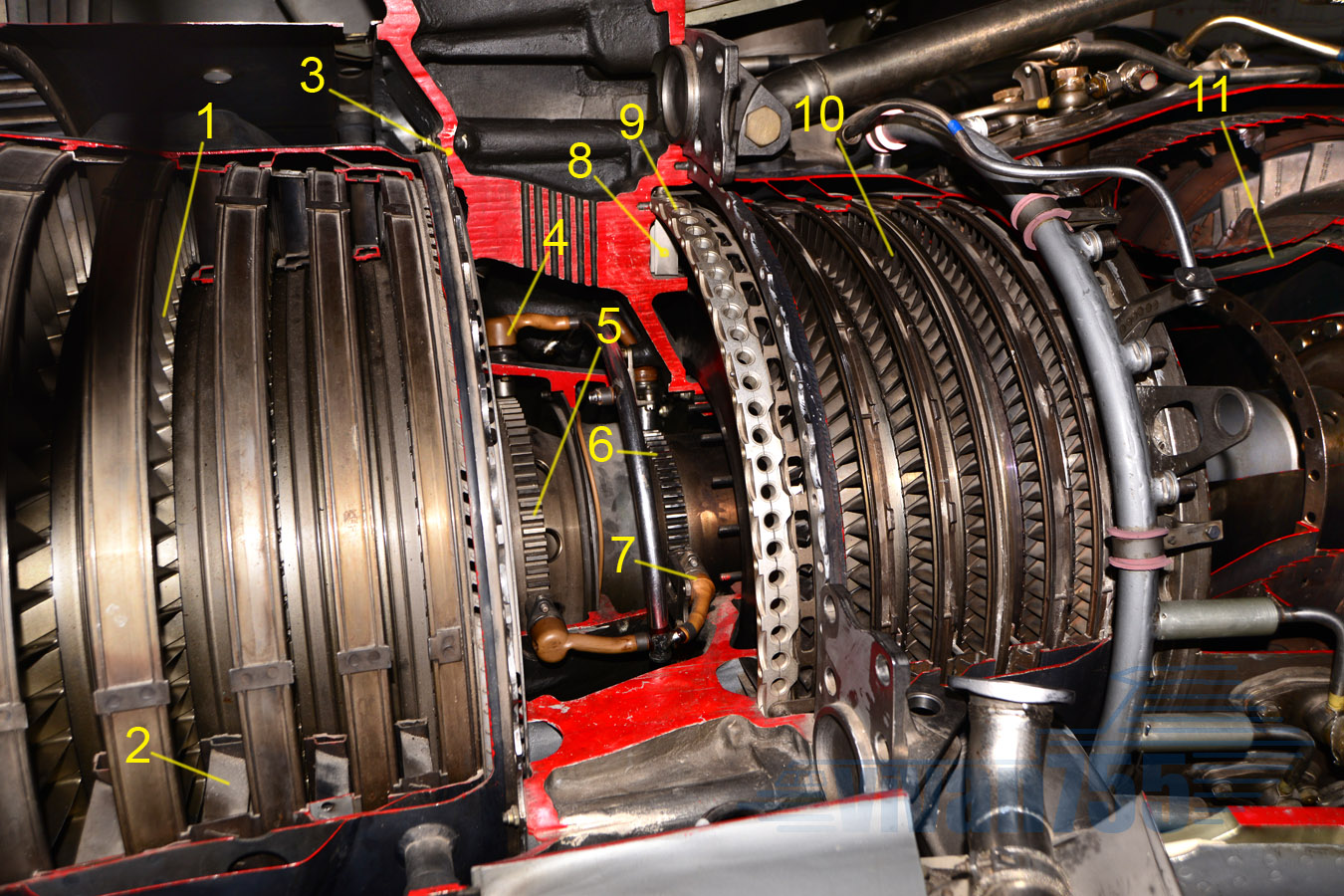
Разрезанный Д-36, Самарский университет

- Д-436Т1 — предназначен для установки на ближнемагистральный самолёт Ту-334. Имеет Сертификат типа и соответствует действующим нормам Стандарта ИКАО по экологии. По состоянию на 2008 год доля российских предприятий в производстве двигателя — 61,2 %, украинских — 38,8 %[2]. На 01.06.2008 на «Мотор Сич» было произведено 13 моторкомплектов[2]. Уфимское моторостроительное производственное объединение в 1992 году начало осваивать изготовление двигателя Д-436Т1, а в 1999 году были завершены его испытания[6].
- Д-436Т2 — модификация двигателя Д-436Т1 с тягой на взлётном режиме 8200 кгс. По конструктивному профилю — полная унификация с двигателем Д-436Т1. Увеличение тяги двигателя достигается за счёт увеличения температуры газа перед турбиной высокого давления. Двигатель предназначен для установки на самолёт Ту-334-200[3].
- Д-436Т3 — модификация двигателя Д-436Т1 с тягой на взлётном режиме 9400 кгс. Повышение тяги двигателя обеспечивается за счёт повышения температуры газа перед турбиной (как в модификации Д-436Т2), применения широкохордного бесполочного малошумного вентилятора (с отказом от подпорной ступени) и установки нулевой ступени компрессора низкого давления. Предназначался для проекта самолёта Ту-230[3].
- Д-436ТП — морская модификация двигателя Д-436Т1 с тягой на взлётном режиме 7 500 кгс. Проведены соответствующие конструктивные и технологические мероприятия по защите от коррозии для эксплуатации в морском климате. 27.06.1995 года — начало стендовых испытаний. 24.09.1998 года — первый полёт самолёта-амфибии Бе-200. В 2000 году прошёл сертификационные испытания и получил сертификат типа АР МАК[3]. Двигатель Д-436ТП получил одобрение Европейского агентства по авиационной безопасности (EASA) на соответствие нормам лётной годности, обеспечив тем самым выход гидросамолёта Бе-200ЧС на европейский рынок[7]. На 01.06.2008 на «Мотор Сич» было произведено 15 моторкомплектов[2]. В эксплуатации 10 двигателей. Суммарная наработка более 2500 часов. Серийное производство двигателя Д-436ТП также было освоено в 2000-м году Уфимским моторостроительным производственным объединением[8].
- Д-436-148 — модификация двигателя Д-436Т1 с тягой на взлётном режиме от 6400 до 6830 кгс (в зависимости от настройки системы управления в соответствии с вариантом применения). По сравнению с базовым двигателем Д-436Т1 модифицированы коробка приводов и реверсивное устройство, капоты газогенератора и сопло наружного контура выполнены из композиционных материалов со звукопоглощающими покрытиями и укорочены. Новая система автоматического управления — электронно-цифровая с полной ответственностью типа FADEC. 30.03.2004 года — начало стендовых испытаний. 17.12.2004 года первый полёт Ан-148[3]. По состоянию на 2012 год — в эксплуатации выполняли регулярные авиаперевозки 11 самолётов Ан-148-100 с двигателями Д-436-148[7] Также двигатели предполагается устанавливать на перспективный Ан-158 (Ан-148-200)[9]. На 01.06.2008 на «Мотор Сич» было произведено 8 моторкомплектов и ещё 4 находились в производстве[2]. По состоянию на 2008 год доля украинских предприятий в производстве двигателя — 54,22 %, российских — 45,78 %[2]. В 2010 году УМПО отказалось от участия в изготовлении Д-436-148 и остались только ММПП «Салют» и «Мотор Сич» в качестве изготовителей.[10]. В частности «НПЦ газотурбостоения „Салют“» участвует в изготовлении и поставках узлов (камера сгорания, турбины ТВД, ТНД, ТВ, сопло) для выпуска двигателей Д-436-148 для самолёта Ан-148[5].
- АИ-436Т12 — глубокая модификация двигателя Д-436Т1 с тягой на взлётном режиме 12000 кгс. АИ-436Т12 (ранее был известен под названием Д-436ТХ) является логическим развитием семейства, объединяющим наиболее консервативную и сложную в реализации часть двигателя — газогенератор предыдущих модификаций, освоенный в производстве на отечественных заводах, с разработкой каскада вентилятора нового поколения и перспективной схемой ТРДД со сверхвысокой степенью двухконтурности. Новая система автоматического управления — электронно-цифровая с полной ответственностью типа FADEC. Предназначен для установки на перспективные ближне-среднемагистральные самолёты[3].

- Д-436-148ФМ — модификация двигателя Д-436-148 для установки на Ан-178 с увеличенной тягой на взлётном режиме с 6570 кгс до 7010 кгс. В конструкции базового Д-436-148 были установлены полые вентиляторные лопатки, а в новом двигателе применён вентилятор с широкохордными лопатками. Корпус вентилятора стал больше. Генератор остался тот же, что и на Д-436-148, но применена новая задняя опора. Также изменились агрегаты и наружная обводка.[11]

## Основные характеристики
| Модель    | Взлётный режим                          | Взлётный режим | Взлётный режим                    | Максимальный крейсерский режим | Максимальный крейсерский режим | Максимальный крейсерский режим    | Габаритные размеры, мм | Сухая масса, кг | Назначенный ресурс, час/циклов |
| Модель    | Условия                                 | Тяга, кгс      | Удельный расход топлива, кг/кгс∙ч | Условия                        | Тяга, кгс                      | Удельный расход топлива, кг/кгс∙ч | Габаритные размеры, мм | Сухая масса, кг | Назначенный ресурс, час/циклов |
| --------- | --------------------------------------- | -------------- | --------------------------------- | ------------------------------ | ------------------------------ | --------------------------------- | ---------------------- | --------------- | ------------------------------ |
| Д-436T1   | Н=0, Мп=0, MCA                          | 7500           | 0.37                              | Н=11000 м, Мп=0.75, MCA        | 1600                           | 0.64                              | 3829×1802×1949         | 1450            | 4 000/2667 TAC                 |
| Д-436T2   | Н=0, Мп=0, MCA                          | 8400           | 0.371                             | Н=11000 м, Мп=0.75, MCA        | 1700                           | 0.638                             | 3829×1802×1949         | 1520            | 4 000/2667 TAC                 |
| Д-436T3   | Н=0, Мп=0, MCA                          | 9400           | 0.396                             | Н=11000 м, Мп=0.75, MCA        | 1790                           | 0.631                             | 3829×1802×1949         | 1600            | 4 000/2667 TAC                 |
| Д-436ТП   | Н=0, Мп=0, MCA+15 °C, Ph=730 мм рт. ст. | 7500           | 0.37                              | Н= 8000 м, Мп=0.6, MCA         | 1920                           | 0.581                             |                        | 1450            | 6000/2300 TAC                  |
| Д-436-148 | Н=0, Мп=0, MCA                          | 6400/6830      | 0,36                              | Н= 11000 м, Мп=0.75, MCA       | 1500                           | 0,62                              | 3694×1784×1930         | 1400            |                                |

Сравнение с подобными двигателями
|                                                           | SaM146-1S18               | Д-436Т1    | ПД-8                      | General Electric CF34-10 | CFM International CFM56-7 |
| --------------------------------------------------------- | ------------------------- | ---------- | ------------------------- | ------------------------ | ------------------------- |
| Диаметр вентилятора, мм                                   | 1228                      | 1373       | 1228                      | 1300                     | 1550                      |
| Сухая/постановочная масса двигателя, кг                   | 1708/2259                 | н/д/1890   | н/д/(2300 с мотогондолой) | 1700                     | 2370                      |
| Взлётная тяга (H=0, M=0), кгс                             | 7740 (7900)               | 7200       | 78 кН (7477кс)            | 78,5 кН                  | 86,5 кН                   |
| Крейсерская тяга, кгс                                     | 1700                      | 1600       |                           |                          |                           |
| Удельный расход топлива в крейсерском режиме кг/кгс в час | 0,629                     | 0,63-0,64  | 0,61                      | 0,634                    | 0,64                      |
| Степень двухконтурности                                   | 4,4                       | 4,95       | 4,4                       | 5-5,4                    | 5,1-5,5                   |
| степень повышения давления в компрессоре                  | 22,8                      | 22         | 28                        | 29                       | 32,7                      |
| Ступеней в двигателе                                      | 14 (1F+3LP+6HP + 1HT+3LT) | 19         | 15 (1F+3LP+7HP + 1HT+3LT) | 18                       | 1 вентилятор, 3 LP, 9 HP  |
| Ресурс, TAC                                               | 20 000                    | 4 000/2667 |                           |                          |                           |